# Trešnjica (rivière)
Pour les articles homonymes, voir Trešnjica.
La Trešnjica (en serbe cyrillique : Рогачица) est une rivière de Serbie. Elle est un affluent droit de la Drina, donc un sous-affluent du Danube par la Save. Elle fait partie du bassin versant de la mer Noire.

## Géographie
La Trešnjica se jette dans la Drina au sud de Ljubovija.